# Canadian Premier League 2019
De Canadian Premier League 2019 was het eerste seizoen van de hoogste voetbalafdeling van Canada. Zeven teams namen deel aan de competitie die liep van 27 april tot 19 oktober.
De finalewedstrijden werden gehouden tussen de kampioen van de lente- en herfstcompetitie (Cavalry FC) enerzijds en de vicekampioen van die twee competitiehelften (Forge FC) anderzijds. Forge won de finalewedstrijden waardoor ze zich als eerste kampioen van de CPL kroonden.

## Clubs en stadions
Van de zeven clubs die deelnamen aan deze eerste editie van de CPL waren er twee uit de provincie Ontario en twee uit de provincie Alberta. Daarnaast betrof het een club ieder uit Brits-Columbia, Manitoba en Nova Scotia.
| Team          | Plaats           | Provincie      | Stadion            | Capaciteit |
| ------------- | ---------------- | -------------- | ------------------ | ---------- |
| Cavalry FC    | Foothills County | Alberta        | ATCO Field         | 5,288      |
| FC Edmonton   | Edmonton         | Alberta        | Clarke Stadium     | 5,100      |
| Forge FC      | Hamilton         | Ontario        | Tim Hortons Field  | 10,016     |
| HFX Wanderers | Halifax          | Nova Scotia    | Wanderers Grounds  | 6,200      |
| Pacific FC    | Langford         | Brits-Columbia | Westhills Stadium  | 6,200      |
| Valour FC     | Winnipeg         | Manitoba       | IG Field           | 10,000     |
| York9 FC      | Toronto          | Ontario        | York Lions Stadium | 8,000      |

## Competitie

### Lentecompetitie
| Nr. | Club             | GS | W | G | V | DV | DT | DS | PTN |
| --- | ---------------- | -- | - | - | - | -- | -- | -- | --- |
| 1.  | Cavalry FC       | 10 | 8 | 0 | 2 | 16 | 7  | +9 | 24  |
| 2.  | Forge FC         | 10 | 6 | 1 | 3 | 15 | 7  | +8 | 19  |
| 3.  | FC Edmonton      | 10 | 4 | 2 | 4 | 8  | 9  | −1 | 14  |
| 4.  | HFX Wanderers FC | 10 | 3 | 2 | 5 | 8  | 11 | −3 | 11  |
| 5.  | Pacific FC       | 10 | 3 | 2 | 5 | 11 | 15 | −4 | 11  |
| 6.  | York9 FC         | 10 | 2 | 5 | 3 | 9  | 11 | −2 | 11  |
| 7.  | Valour FC        | 10 | 3 | 0 | 7 | 8  | 15 | −7 | 9   |

### Herfstcompetitie
| Nr. | Club             | GS | W  | G | V | DV | DT | DS  | PTN |
| --- | ---------------- | -- | -- | - | - | -- | -- | --- | --- |
| 1.  | Cavalry FC       | 18 | 11 | 5 | 2 | 35 | 12 | +23 | 38  |
| 2.  | Forge FC         | 18 | 11 | 4 | 3 | 30 | 19 | +11 | 37  |
| 3.  | York9 FC         | 18 | 7  | 2 | 9 | 30 | 26 | +4  | 23  |
| 4.  | Pacific FC       | 18 | 5  | 5 | 8 | 24 | 31 | −7  | 20  |
| 5.  | Valour FC        | 18 | 5  | 4 | 9 | 22 | 37 | −15 | 19  |
| 6.  | FC Edmonton      | 18 | 4  | 6 | 8 | 19 | 24 | −5  | 18  |
| 7.  | HFX Wanderers FC | 18 | 3  | 8 | 7 | 13 | 24 | −11 | 17  |

### Finale
Aangezien Cavalry FC zowel de lente- als de herfstcompetitie won, werd de kampioenschapsfinale gespeeld tegen het team dat over het hele seizoen bekeken de op een na beste was. Dat was Forge FC, de ploeg die zowel in de lente als herfst als tweede eindigde.
Op 26 oktober 2019 won Forge met 1–0 van Cavalry. De terugmatch op 2 november 2019 werd met 0–1 op het veld van Cavalry gewonnen door Forge. Hierdoor kroonde Forge FC zich als eerste kampioen van de CPL.